# 伊石真由
伊石 真由（いせき まゆ、1987年11月10日 - ）は、日本の女性声優。神奈川県出身。

## 人物
以前は尾木プロ THE NEXT、キャトルステラに所属していた。
特技・趣味は料理、野球観戦、パン屋巡り。

## 出演

### テレビアニメ
- イケメン救護隊 ナースエンジェルス（2013年、ナースブラック[3]）
- 王様ゲーム The Animation（2017年、アナウンス）

### ゲーム
- 絶対迷宮 秘密のおやゆび姫（ソーニャ[4]）

### ドラマCD
- 絶対迷宮グリム 〜危険な魔法の毒林檎!?〜（小人）

### 吹き替え
- 明日、君がいない（ジュルズ）
- イラクー狼の谷（アリ）
- プロジェクトグレイ（クリス子供時代）

### ラジオ
- 小森まなみのPop'n!パジャマEYE

### テレビ
- ガンリキ 警部補・鬼島弥一2（OL)

### CM
- ホンダカーズしなの

### 舞台
- MPショーケース
  - レイルウェイ（月山）
  - すきっぷ（三宅）
- 美少女戦士セーラームーン (ミュージカル) La Reconquista(ネルケプランニング版)
  - 四天王 クンツァイト(体調不良の小松美咲の代役として抜擢)

### スチール
- 横浜薬科大学パンフレットモデル